# Christian Christensen (friidrottare)
Christian August Christensen "C", född 6 augusti 1876 i Köpenhamn, död 5 december 1956, var en dansk friidrottare. Han var medlem i Københavns Idræts Forening och klubbens ordförande 1903-1905 och 1916-1918.
Den 13 september 1896 var Christensen två minuter från världsrekordet på 100 km gång med tiden 11:39.45, vilket var dansk rekord i 60 år. Året efter 8 augusti 1997 satte han världsrekord i Köpenhamn på 50 km gång med 5:33.54, men redan en vecka efter förbättrade han sitt eget rekord med nästan tre och en halv minut till 5:30.26. Rekorden fick han bara behålla knappt en månad. 
Han satte i perioden 1894-1897 sju danska rekord i gång.
Christensen började helhjärtat med medeldistanslöpning i 1898 och blev danska mästare på 1 mile 1899. Han vann i Sverige Dicksonpokalen 1899 och 1900. Han deltog i Olympiska sommarspelen 1900 i Paris och blev nummer fem på 1 500 meter med tiden 4.09,8, resultatet var det år den tionde bästa tiden i världen. På 800 meter, blev han nummer fem i semifinalen och nådde icke finalen, men vann ett handikappslopp på 800 meter. 1903 sprang han 10 000 meter på 35.56,2 som var den 18:e bästa tiden i världen det året.